# Frederick Van Rensselaer Dey
Frederick van Rensselaer Dey (10 de febrero de 1861; 25 de abril de 1922) fue un escritor estadounidense, especializado en novelas populares de gran consumo y en historietas de ambiente detectivesco, entre las que destacan los relatos de aventuras del investigador Nick Carter.

## Biografía
Nació el 10 de febrero de 1861 en Watkins Glen, Nueva York, hijo de David Peter Dey y de Emma Brewster Sayre. Asistió a la Havana Academy, y más tarde se graduó en la Escuela de Leyes de Universidad de Columbia. Ejerció de abogado en el despacho de William J. Gaynor.
Dey empezó a dedicarse a la escritura mientras se recuperaba de una enfermedad. Su primer relato largo para la editorial Beadle y Adams estuvo listo en 1881.
Dey contrajo matrimonio con Annie Shepard Wheeler, originaria de Providence (Rhode Island) el 4 de junio de 1885. Tuvieron dos hijos. Después de divorciarse, se casó con Haryot Holt (c1870-1950) el 1 de abril de 1898.
Además de dedicarse a la escritura de sus relatos, Dey también trabajó como reportero periodístico.
Dey se suicidó con un disparo en su habitación del Hotel Broztell de Nueva York, entre la noche del 25 de abril de 1922 y la mañana del día siguiente.

## Principales publicaciones
Nick Carter

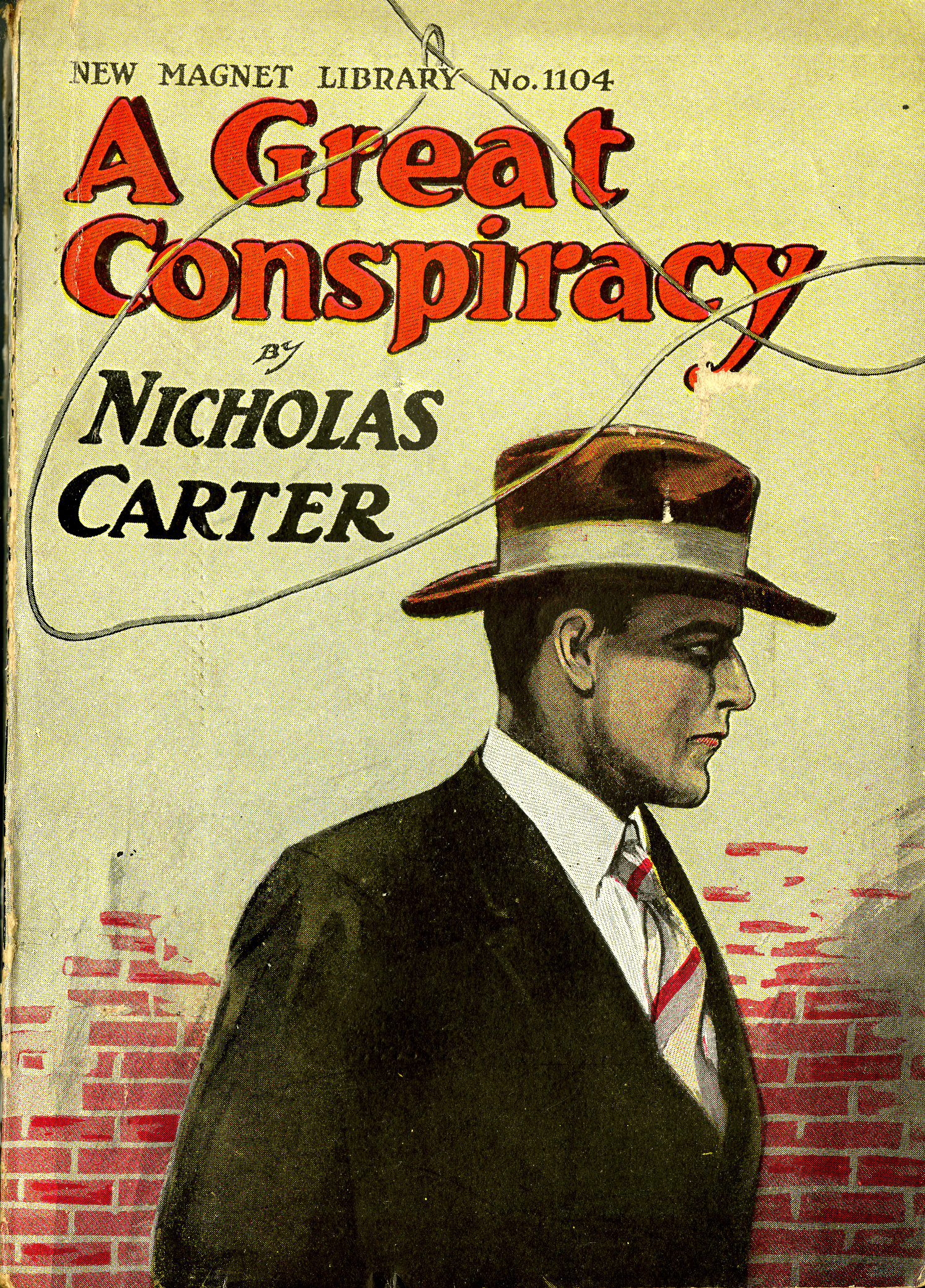
Portada de una de las Aventuras de Nick Carter. Una Gran Conspiración (1903)

En 1891, la editorial Street & Smith le contrató para continuar la serie empezada por John R. Coryell de las aventuras de Nick Carter. La mayoría de sus historias de Nick Carter aparecieron bajo los seudónimos de  "A Celebrated Author" y "The Author of 'Nick Carter'" ("Un Autor Celebrado" y "El Autor de 'Nick Carter'"). Suya es la autoría de alrededor de mil episodios de las novelas de bolsillo de Nick Carter (unos cuarenta millones de palabras, escritas a mano).
The Night Wind
Bajo el seudónimo de "Varick Vanardy",  creó la serie titulada  "The Night Wind" ("El Viento de la Noche"), que se publicó regularmente entre 1913 y los primeros años de la década de 1920. Recogidos estos relatos en cuatro volúmenes, han sido impresos de nuevo por Wildside Press:
- Alias, The Night Wind (Alias, El Viento de Noche) (1913)
- Return of the Night Wind (Regreso del Viento de Noche)
- The Night Wind's Promise (La promesa del Viento de Noche)
- The Lady of the Night Wind (La Señora del Viento de Noche) (1918)